# Tasque
Tasque är en kommun i departementet Gers i regionen Occitanien i sydvästra Frankrike. Kommunen ligger i kantonen Plaisance som tillhör arrondissementet Mirande. År 2022 hade Tasque 245 invånare.

## Befolkningsutveckling
Antalet invånare i kommunen Tasque
Referens:INSEE